# ミトコン
『ミトコン』は、漫☆画太郎による日本の漫画作品。
『ジャンプスクエア』にて、2011年2月号から同年10月号まで連載後、『月刊コミック@バンチ』にて、『ミトコン ペレストロイカ』というタイトルで2013年6月号から2017年4月号まで連載された。「@バンチ版」は続編ではなく、リライト+加筆修正で構成されている。初期の帯には庵野秀明・安野モヨコ夫妻による「元気をもらいました」というコメントが付いている。

## あらすじ
祖父であるミトコンドリア大王に溺愛されていたせいでずっと城に閉じ込められていたマゴコンドリア姫はある日、城を飛び出すことに成功する。一方山賊たちが、とある馬車の荷台の中に非常に高価なものがあると告げられ、それを襲撃する。

## 登場人物
マゴコンドリア
姫であり、ミトコンドリア大王の孫。13歳。大王に溺愛されていたために城の中に閉じ込められていた。
3歳の時に早くも人生に絶望して自殺を図ろうとするが、その時に大王の部屋に忍び込んで絵を盗んだという伝説の怪盗・パパンに出会い、憧れる。それ以来パパンのようなドロボーになるためにそれに使えそうな科目だけ猛烈に勉強し、ダウジングのマスターに成功。それを使い、不細工になる眼鏡をかけて変身し、城を脱出する。
普段はおしとやかに振る舞っているが、大王同様ドラゴンの血を受け継いでおり、本当は血気盛んで鉄砲玉な性格。また怒りが頂点に達すると竜人化する（完全なドラゴン化とはいかない）。
ヌスミ
伝説の怪盗といわれたパパンの娘。パパン二世。
馬車の荷台ですまきにされているところで、変身していたマゴコンドリアと出会う。
すっかりボケてしまった父・パパンが財宝を持ち出しては徘徊してどこかに置き忘れてしまうため、そのたび回収している。
3歳のころからパパンと一緒に世界中を武者修行の旅をしていたため身体能力に長けており、剣術が得意でキックもこなす。修業の時間を惜しむパパンにより、頭に帽子の形をし、身体の不純物を食べる菌類「ボーボーシ」が共生しているため生まれて一度も風呂に入ったことがない。また、本人も自覚してないが化け物の血を受け継いでおり、ブチ切れると化け物化する。
元々は普通に標準語を話していたが、マゴ姫やお汁に振り回されるうちに、関西弁交じりのツッコミキャラになった。
お汁
マゴコンドリア姫のお目付け役のくのいちであるお汁ババアの二代目。
13歳ながらも貫禄がある。が、実際は10年間ずっとマゴコンドリアの傍にいたため忍術などの修業は全くしてなく、船酔いしやすく高所恐怖症など戦闘力は皆無に等しかったが、潜在能力はすさまじく、数日ヌスミの修行を受けただけで達人レベルの剣術を習得するに至るが、乱戦で海賊と乗客を間違えてしまう(しかも、達人なので一太刀で二人の首を斬ってしまう)など、戦闘経験の無さからの失敗は相変わらずである。
彼女の髪型は『忍法四次元巻き』といい、さまざまな物を収納している。着やせするタイプだが、実はものすごい巨乳。
航海中、竜人化し暴走したマゴ姫に握りつぶされた上に、そのまま食われて落命する。現在の彼女は四次元巻きの中に収納されていた分身で、死の直前に本体が外に逃がしたものである。
ムスコンドリア王
マゴコンドリアの父。50歳。父や娘とは違いドラゴンの血をあまり受け継いでいないため、温厚で優しい性格の持ち主。旅に出るマゴコンドリアのために世界中でなんでも買えるカードを渡そうとしたが断られた。
パパン
伝説の怪盗といわれた、ヌスミの父親。しかし、現在120歳ですっかりボケてしまい、裸になって生活している。
家にある財宝を持ち出して徘徊してはどこかで置き忘れている。また、本人はそのことを覚えておらず、財宝がないことに気づくとヌスミが盗んだと思い込みそのたび激怒する。
人を殺さずに盗んでいたことで有名らしいが、実際は都市伝説であり、殺しまくったという。
ミトコンドリア大王
マゴコンドリアの祖父で、ミトコンドリア王国の大王。
孫を溺愛し、彼女を危険な目に遭わせないよう城の中に監禁していた。
ドラゴンとのハーフと言われているが、実際には100年前に王国を襲ったエイリアンの親玉、アンゴルノアが王女を凌辱したことによって生まれた子供である。この事実は王女により隠蔽されたため、国民はもちろんマゴ姫もミトコンドリア大王をドラゴンのハーフだと信じている。
怒りが頂点に達するとドラゴンのような姿に変身する。後にブチ切れたマゴコンドリアに倒され、旅に出ようとするマゴコンドリアを止めようと執念で蘇ったが、ヌスミの策により絶命した。
中村タイゾー
世界最強の格闘家。アル中。マスゴミにより「500連勝無敗」と誇張され、さらにユトリの拡散により入門者が爆発的に増えたため、天狗になり莫大な借金をして道場を100倍に増築するなど、後先考えない凶行を繰り返している。
実は10年前に武者修行で道場に訪れてブチ切れたヌスミに半殺しにされており、世界一の格闘家を決める「世界一武道会」の会場へ向かう途中にヌスミと再会、過去をバラされると恐怖しヌスミの動向を監視しようとしたが、勘違いしたヌスミの襲撃により即死した。
『珍遊記 -太郎とゆかいな仲間たち-』にも同じ設定のキャラ、中村泰造がいる。
中村たけし
タイゾーの息子だが、毒見役をさせられるなど奴隷に近い扱いを受けており、無謀なまでの道場増築など、後先考えないタイゾーの凶行に、負けた時は一家心中間違いなしと気が気でない。ふとしたきっかけでヌスミたちと出会い、その寛容さから「姐さん」と慕うようになる。目の前でタイゾーが即死した姿を目の当たりにして呆然、翌日泣きながら葬儀をした。
『珍遊記 -太郎とゆかいな仲間たち-』にも同名で容姿や家族の設定も同じキャラが登場する。

## 書誌情報
- 漫☆画太郎 『ミトコン』 集英社〈ジャンプ・コミックス〉、既刊1巻（2011年7月4日現在）
  1. 2011年7月4日発売 ISBN 978-4-08-870255-1
- まん◯画太郎 『ミトコンペレストロイカ』 新潮社〈BUNCH COMICS〉、全6巻
  1. 2014年8月9日発売 ISBN 978-4-10-771762-7
  2. 2014年8月9日発売 ISBN 978-4-10-771763-4
  3. 2015年8月8日発売 ISBN 978-4-10-771836-5
  4. 2016年3月9日発売 ISBN 978-4-10-771881-5
  5. 2016年8月9日発売 ISBN 978-4-10-771911-9
  6. 2017年5月9日発売 ISBN 978-4-10-771979-9